# سورگوت
شهر سورگوت (به روسی: Сургут) در کشور روسیه و در اوکروگ خانتی-مانسی اوتونوموس واقع شده‌است.
نیروگاه سورگوت ۲، بزرگترین نیروگاه روسیه و بزرگ‌ترین نیروگاه گازسوز جهان و نیروگاه سورگوت ۱، چهارمین نیروگاه نفت‌سوز جهان در این شهر قرار دارد.